# Lijst van voetbalinterlands Argentinië - Peru
Deze lijst van voetbalinterlands is een overzicht van alle officiële voetbalwedstrijden tussen de nationale teams van Argentinië en Peru. De Zuid-Amerikaanse landen speelden tot op heden 56 keer tegen elkaar. De eerste ontmoeting was in Lima op 27 november 1927 tijdens de strijd om de Copa América 1927. Het laatste duel, een kwalificatiewedstrijd voor het Wereldkampioenschap voetbal 2026, vond plaats op 19 november 2024 in Buenos Aires.

## Wedstrijden
| №  | Plaats          | Datum             | Competitie           | Wedstrijd         | Uitslag |
| -- | --------------- | ----------------- | -------------------- | ----------------- | ------- |
| 1  | Lima            | 27 november 1927  | Copa América 1927    | Peru – Argentinië | 1 – 5   |
| 2  | Buenos Aires    | 3 november 1929   | Copa América 1929    | Argentinië – Peru | 3 – 0   |
| 3  | Lima            | 20 januari 1935   | Copa América 1935    | Peru – Argentinië | 1 – 4   |
| 4  | Buenos Aires    | 16 januari 1937   | Copa América 1937    | Argentinië – Peru | 1 – 0   |
| 5  | Lima            | 19 januari 1941   | Vriendschappelijk    | Peru – Argentinië | 1 – 1   |
| 6  | Lima            | 26 januari 1941   | Vriendschappelijk    | Peru – Argentinië | 1 – 1   |
| 7  | Lima            | 29 januari 1941   | Vriendschappelijk    | Peru – Argentinië | 0 – 3   |
| 8  | Santiago        | 12 februari 1941  | Copa América 1941    | Argentinië – Peru | 2 – 1   |
| 9  | Montevideo      | 25 januari 1942   | Copa América 1942    | Argentinië – Peru | 3 – 1   |
| 10 | Guayaquil       | 11 december 1947  | Copa América 1947    | Argentinië – Peru | 3 – 2   |
| 11 | Santiago        | 16 maart 1955     | Copa América 1955    | Argentinië – Peru | 2 – 2   |
| 12 | Montevideo      | 22 januari 1956   | Copa América 1956    | Argentinië – Peru | 2 – 1   |
| 13 | Montevideo      | 28 februari 1956  | Vriendschappelijk    | Argentinië – Peru | 0 – 0   |
| 14 | Lima            | 6 april 1957      | Copa América 1957    | Peru – Argentinië | 2 – 1   |
| 15 | Lima            | 9 april 1957      | Vriendschappelijk    | Peru – Argentinië | 1 – 4   |
| 16 | Buenos Aires    | 18 maart 1959     | Copa América 1959    | Argentinië – Peru | 3 – 1   |
| 17 | Cochabamba      | 13 maart 1963     | Copa América 1963    | Peru – Argentinië | 2 – 1   |
| 18 | Lima            | 29 augustus 1968  | Vriendschappelijk    | Peru – Argentinië | 2 – 2   |
| 19 | Lima            | 1 september 1968  | Vriendschappelijk    | Peru – Argentinië | 1 – 1   |
| 20 | Lima            | 3 augustus 1969   | WK 1970 kwalificatie | Peru – Argentinië | 1 – 0   |
| 21 | Buenos Aires    | 31 augustus 1969  | WK 1970 kwalificatie | Argentinië – Peru | 2 – 2   |
| 22 | Lima            | 25 oktober 1972   | Vriendschappelijk    | Peru – Argentinië | 0 – 2   |
| 23 | Buenos Aires    | 27 juli 1973      | Vriendschappelijk    | Argentinië – Peru | 3 – 1   |
| 24 | Lima            | 28 oktober 1976   | Vriendschappelijk    | Peru – Argentinië | 1 – 3   |
| 25 | Buenos Aires    | 10 november 1976  | Vriendschappelijk    | Argentinië – Peru | 1 – 0   |
| 26 | Buenos Aires    | 3 maart 1978      | Vriendschappelijk    | Argentinië – Peru | 2 – 1   |
| 27 | Lima            | 23 maart 1978     | Vriendschappelijk    | Peru – Argentinië | 1 – 3   |
| 28 | Rosario         | 22 juni 1978      | WK 1978              | Argentinië – Peru | 6 – 0   |
| 29 | Lima            | 23 juni 1985      | WK 1986 kwalificatie | Peru – Argentinië | 1 – 0   |
| 30 | Buenos Aires    | 30 juni 1985      | WK 1986 kwalificatie | Argentinië – Peru | 2 – 2   |
| 31 | Buenos Aires    | 27 juni 1987      | Copa América 1987    | Argentinië – Peru | 1 – 1   |
| 32 | Santiago        | 14 juli 1991      | Copa América 1991    | Argentinië – Peru | 3 – 2   |
| 33 | Lima            | 1 augustus 1993   | WK 1994 kwalificatie | Peru – Argentinië | 0 – 1   |
| 34 | Buenos Aires    | 22 augustus 1993  | WK 1994 kwalificatie | Argentinië – Peru | 2 – 1   |
| 35 | Córdoba         | 31 mei 1995       | Vriendschappelijk    | Argentinië – Peru | 1 – 0   |
| 36 | Lima            | 7 juli 1996       | WK 1998 kwalificatie | Peru – Argentinië | 0 – 0   |
| 37 | Buenos Aires    | 8 juni 1997       | WK 1998 kwalificatie | Argentinië – Peru | 2 – 0   |
| 38 | Sucre           | 21 juni 1997      | Copa América 1997    | Peru – Argentinië | 2 – 1   |
| 39 | Lima            | 4 september 2000  | WK 2002 kwalificatie | Peru − Argentinië | 1 − 2   |
| 40 | Buenos Aires    | 8 november 2001   | WK 2002 kwalificatie | Argentinië – Peru | 2 – 0   |
| 41 | East Rutherford | 30 juni 2004      | Vriendschappelijk    | Argentinië − Peru | 2 − 1   |
| 42 | Chiclayo        | 18 juli 2004      | Copa América 2004    | Peru − Argentinië | 0 − 1   |
| 43 | Lima            | 5 september 2004  | WK 2006 kwalificatie | Argentinië – Peru | 1 – 3   |
| 44 | Buenos Aires    | 10 oktober 2005   | WK 2006 kwalificatie | Argentinië – Peru | 2 – 0   |
| 45 | Barquisimeto    | 9 juli 2007       | Copa América 2007    | Argentinië – Peru | 4 – 0   |
| 46 | Lima            | 11 september 2008 | WK 2010 kwalificatie | Peru – Argentinië | 1 – 1   |
| 47 | Buenos Aires    | 11 oktober 2009   | WK 2010 kwalificatie | Argentinië – Peru | 2 – 1   |
| 48 | Lima            | 12 september 2012 | WK 2014 kwalificatie | Peru – Argentinië | 1 – 1   |
| 49 | Buenos Aires    | 12 oktober 2013   | WK 2014 kwalificatie | Argentinië – Peru | 3 – 1   |
| 50 | Lima            | 7 oktober 2016    | WK 2018 kwalificatie | Peru – Argentinië | 2 – 2   |
| 51 | Buenos Aires    | 6 oktober 2017    | WK 2018 kwalificatie | Argentinië – Peru | 0 – 0   |
| 52 | Lima            | 17 november 2020  | WK 2022 kwalificatie | Peru − Argentinië | 0 − 2   |
| 53 | Buenos Aires    | 14 oktober 2021   | WK 2022 kwalificatie | Argentinië − Peru | 1 − 0   |
| 54 | Lima            | 17 oktober 2023   | WK 2026 kwalificatie | Peru − Argentinië | 0 − 2   |
| 55 | Miami Gardens   | 29 juni 2024      | Copa América 2024    | Argentinië − Peru | 2 − 0   |
| 56 | Buenos Aires    | 19 november 2024  | WK 2026 kwalificatie | Argentinië − Peru | 1 − 0   |

## Samenvatting
| Competitie        | Totaal gespeeld | Winst Argentinië | Gelijk | Winst Peru | Doelsaldo Argentinië – Peru |
| ----------------- | --------------- | ---------------- | ------ | ---------- | --------------------------- |
| WK-eindronde      | 1               | 1                | 0      | 0          | 6 − 0                       |
| WK-kwalificatie   | 22              | 13               | 7      | 2          | 33 − 15                     |
| Copa América      | 18              | 13               | 2      | 3          | 42 − 19                     |
| Vriendschappelijk | 15              | 10               | 5      | 0          | 29 – 11                     |
| Totaal            | 56              | 37               | 14     | 5          | 110 – 45                    |

Wedstrijden bepaald door strafschoppen worden, in lijn met de FIFA, als een gelijkspel gerekend.